# Клаус Менерт
Клаус Менерт — німецький політолог.

## Біографія

### Походження
Клаус Менерт народився в Москві і був вихідцем з двох заможних і відомих у місті родин.
Прадід по батьківській лінії — Вільгельм Карл Фрідріх Менерт (30.6.1808-1879), саксонський підданий, уродженець Фробурга, прибув до Москви в 1828 р. на запрошення Великого театру. Дружина — Кароліна Єлизавета Барбе (1814-4.8.1871).
Дід по батьківській лінії — Карл Фрідріх Менерт (30.11.1844-30.3.1917), народився в Москві, навчався на інженера в Дрездені, проектував мости. Згодом заснував у Москві машинобудівний завод. З початком Першої світової війни як ворожий підданий був висланий у внутрішні губернії. Помер у Стерлітамаку.
Бабуся по батьківській лінії — Цецилія Кірстен, дочка приїхав в Росію в 1836 р. Германа Кирстена (1818—1854), власника типолитографии в Москві та засновника товариства «Кірстен і Менерт». Брат Цецилії, Юліус-Теодор Кірстен, в 1896 р. придбав ділянку з двоповерховим будинком 1874 року будівництва на вулиці Велика Полянка (нинішній будинок 9, у стрілки Великої Галявини і Якиманського проїзду). Орендували типолітографію в 1909 р. брати Менерта знесли старий будинок, і в 1911—1913 рр. за їх замовленням з'явилася нинішня п'ятиповерхівка.
Батько — Герман-Юліус Менерт (30.11.1879-19.7.1917), народився в Москві. Художник, член Московського товариства любителів мистецтв, співвласник (разом з братом Вільгельмом-Теодором) типолітографії в Москві. У 1914 р., коли з початком Першої світової війни сім'я виїхала в Німеччину, як німецький підданий і резервіст Герман Менерт був покликаний в армію. Загинув у боях під Фландрією на Західному фронті.
Після Жовтневої революції типолітографія братів Менерт була націоналізована. У жовтні 1918 р. в ній розмістилася Картовиробнича частина Картографічного відділу Корпусу військових топографів РСЧА. У наші дні В будівлі розташовується 439 Центральна експериментальна військово-картографічна фабрика.
 Дід по материнській лінії — Юліус Хойс (Гейс), Вюртемберзький підданий, уродженець Вальддорфа (поблизу Тюбінгена), в 1852 р. перебрався до Одеси, де займався ювелірною і годинниковою справою. У 1857 р. переїхав до Москви, де в 1870 р. став співвласником кондитерської фірми Ейнем, а з 1876 р., після смерті компаньйона, її одноосібним господарем. Дружина (друга) — Корнелія Капф.
Мати — Луїза Гейс (23.3.1882, Москва-15.1.1946, Шлезвіг-Гольштейн, Британська зона окупації Німеччини).
Типолітографія Меннертів друкувала для фабрики «Ейнем» розкішні плакати і каталоги продукції (див., напр., Товариство паровий фабрики шоколаду, цукерок і чайних печива Ейнем в Москві: [рекламний буклет виробів фабрики]. М., 1896).

### Ранні роки
У 1914 р. Клаус з батьками і молодшим братом Франком (1909—1943) переїхав до Німеччини, сім'я оселилася в Штутгарті. Там Клаус закінчив гімназію і в 1925—1929 рр. вивчав історію в Тюбінгені, Мюнхені, Берліні, а також в університеті Берклі в Каліфорнії (США). У 1928—1929 рр. здійснив навколосвітню подорож.
У 1932 р. захистив в Берлінському університеті дисертацію «Вплив російсько-японської війни на велику політику» («Der Einfluss des russisch-japanischen Kriegs auf die grosse Politik») і отримав ступінь доктора філософії. Науковим керівником Менерта був Отто Гетцш — авторитетний фахівець по Росії і Східній Європі.
У 1929—1931 рр. — секретар Німецької служби академічних обмінів, у 1931—1933 рр. працював генеральним секретарем заснованого Гетцшем Товариства з вивчення Східної Європи і редактором журналу «Osteuropa».

### Журналістика. Робота в еміграції
У 1933—1936 рр. працював кореспондентом ряду німецьких газет у Москві. У 1936 р. Імперське міністерство народної освіти і пропаганди заборонив публікувати роботи Менерта, і він виїхав у США, перед цим відвідавши Китай і Японію.
У 1936—1937 рр. в якості запрошеного професора викладав в Берклі, потім переїхав на Гавайські острови, де у 1937—1941 роках викладав в Гавайському університеті в Маноа політичні науки і новітню історію. Прочитав в Гавайському університеті перші курси з історії Росії і почав збирати книги про Росію для бібліотеки університету, поклавши тим самим початок вивченню Росії в цьому університеті.
Незадовго до початку Другої світової війни переїхав в Шанхай. З червня 1941 р. редагував шанхайський журнал «Двадцяте століття», який був фінансований німецьким
Імперським міністерством закордонних справ Німеччини. Журнал виходив до 1945 року. Одночасно Менерт викладав у Німецькій медичній академії та університеті Сент-Джонс.
Після капітуляції Японії був інтернований як громадянин Німеччини. У 1946 р. повернувся до Німеччини, протягом трьох місяців перебував в американському таборі для інтернованих.

### Після повернення до Німеччини
З 1947 р. — референт міжнародної організації євангелічної церкви з надання допомоги постраждалим у роки війни (у Штутгарті), референт, з 1954 р. генеральний секретар Німецького товариства з вивчення Східної Європи. Одночасно у 1949—1954 рр. головний редактор євангелічно-консервативного журналу «Christ und Welt», з 1950 р. головний редактор журналу «Osteuropa». У 1949—1959 рр. коментатор Баварського радіо в Мюнхені і зовнішньополітичний коментатор Південно німецького радіо в Штутгарті, політичний коментатор Другого каналу Німецького телебачення.
У 1955 р. в якості кореспондента супроводжував канцлера Конрада Аденауера під час його візиту в СРСР.
У 1961—1972 рр .. — професор політичних наук в Політехнічному інституті в Аахені. В 1972—1976 рр. працював у США, в Колумбійському університеті, інституті 3бігнєва Бжезінського, у Стенфордському університеті.
Помер у 1984 році.

### Пам'ять
В Калінінградському університеті був створений Європейський інститут Клауса Менерта.

## Твори

### Німецькою
- Die Sowjetunion 1917—1932: Bibliographic, 1932;
- Weltrevolution durch Weltgeschichte. Die Geschichtslehre des Stalinismus, 1951;
- Asien, Moskau und wir, 1956; Peking und Moskau, 1962;
- Moskau und die neue Linke, 1973;
- Amerikanische und russische Jugend um 1930, 1973;
- Ein Deutscher in der Welt. Erinnerungen, 1981;
- Die Russen heute. Was sie lesen, wie sie sind, 1983.

### Англійською
- The Russians in Hawaii 1804—1819, Honolulu, 1939;
- 'Stalin Versus Marx: the Stalinist historical doctrine. London: George Allen and Unwin Ltd, 130pp.[5]
- _____ and Maurice Rosenbaum. 1962. Soviet man and his world. New York: Praeger, 310pp.[6]
- Peking and Moscow. 1963. New York: G. P. Putnam's Sons, 522pp[7]
- China Today. 1972. London: Thames and Hudson, 322pp,[8]
- China Returns. 1972. New York: Dutton, 322pp, ISBN 978-0-525-08000-8[9]
- Moscow and the New Left. 1975. Berkeley & Los Angeles: Univ. of California Press, 275pp, ISBN 978-0-520-02652-0[10]
- Twilight of the Young: the radical movements of the 1960s and their legacy. 1977. New York. 428pp, ISBN 978-0-03-019476-4[11]
- Youth in Soviet Russia. 1981. Hyperion Pr, ISBN 978-0-8305-0083-3[12]
- The Russians & Their Favorite Books. 1983. Hoover Inst Pr, ISBN 978-0-8179-7821-1[13]